# Ледовое побоище
Ледо́вое побо́ище (нем. Schlacht auf dem Eise, лат. Prœlium glaciale — «Ледовая битва»), также битва на Чудском озере (нем. Schlacht auf dem Peipussee) — битва, произошедшая на льду Чудского озера в субботу 5 апреля 1242 года с участием новгородцев и владимирцев под предводительством князя Александра Невского с одной стороны и войсками Ливонского ордена и дерптского епископа — с другой.
В честь сражения установлен день воинской славы России, отмечаемый 18 апреля. Кроме того, с 1990-х годов дату 5 апреля ряд националистических и патриотических организаций в России отмечают как неофициальный праздник — День Русской нации.

## Предыстория

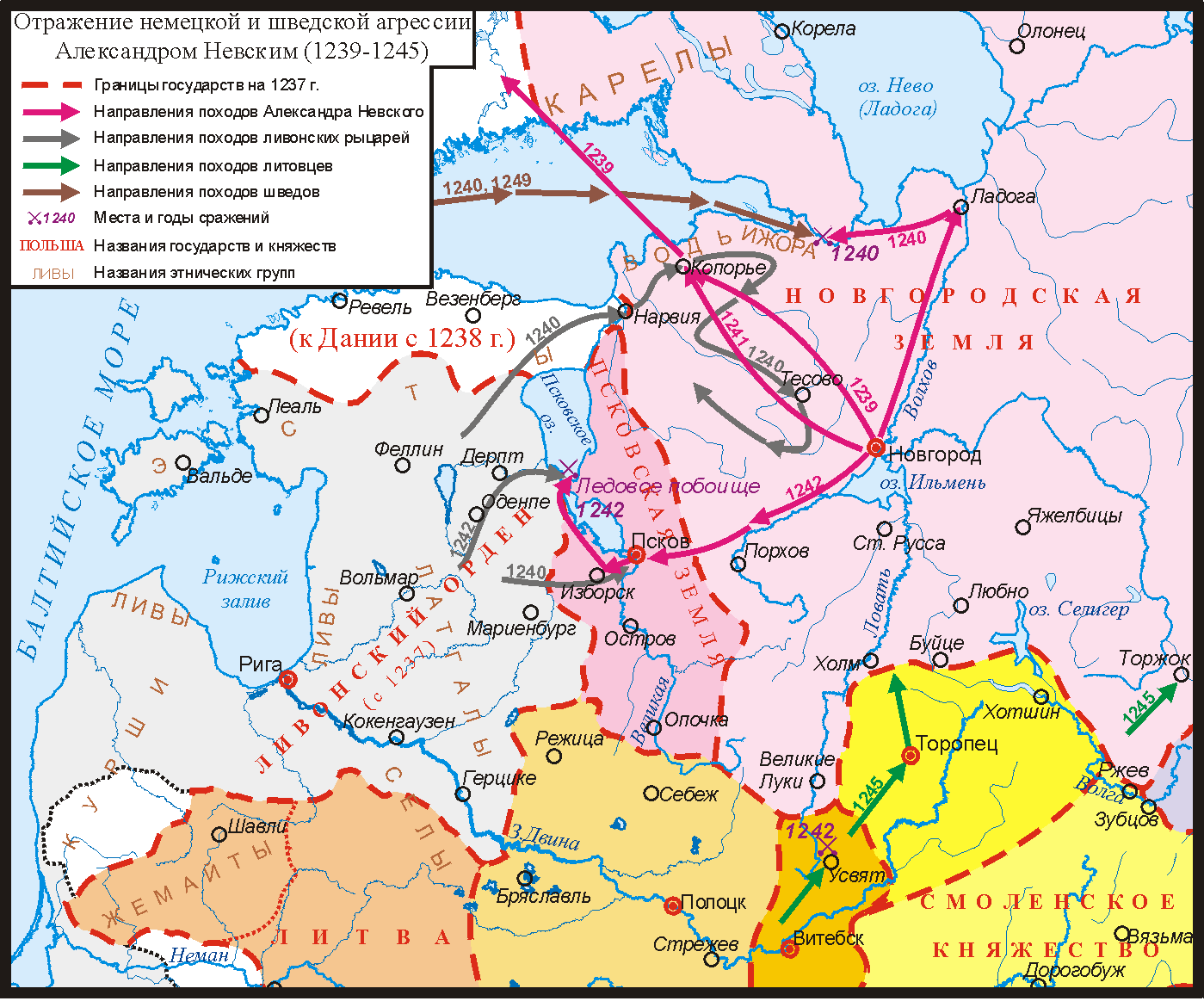
Военные действия Александра Невского против шведов и ливонцев в 1240—1242 годах

В декабре 1237 года папа римский Григорий IX провозгласил второй крестовый поход против прибалтийских язычников, а в июне 1238 года датский король Вальдемар II и магистр Ливонского ордена Герман Балк договорились о разделе Эстонии и военных действиях против Руси в Прибалтике с участием шведов в Стенсби (Стенби) (согласно условиям договора Дания и Ливонский орден отказывались от претензий на владения друг друга в Эстонии; кроме того, было достигнуто соглашение о разделе завоёванных земель: две трети вновь захваченных территорий отходили датскому королю, а одна треть — Ордену). При этом русские земли в эти годы были сильно ослаблены из-за монгольского нашествия.
В начале 1240-х годов усилились попытки Ливонского ордена (его другое название — Ливонское ландмейстерство Тевтонского ордена) осуществить экспансию на новгородские земли. В 1240—1241 годах немецкие и датские рыцари захватили Изборск и Псков, а также земли води, прилегавшие к Финскому заливу. Они неоднократно нападали на селения по реке Луга и возвели деревянную крепость на Копорском погосте, приблизившись к Новгороду на расстояние всего одного дневного перехода. В 1241 году переяславский князь Александр Ярославич, вновь призванный новгородцами, занял и разрушил крепость Копорье, а затем в марте 1242 года освободил Псков.
Далее князь Александр Ярославич напал на земли чуди (эстов), находившиеся в пределах Дерптского епископства. В начале апреля 1242 года передовой русский отряд Домаша Твердиславича и воеводы Кербета был разбит. Получив сведения о движении соединённых сил Ливонского ордена и дерптского епископа, князь Александр Ярославич отвёл своё войско к Чудскому озеру.

## Ход сражения и его итоги

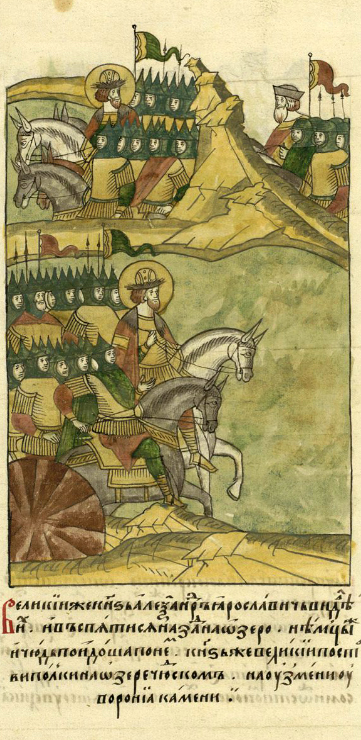
Русское войско выходит на Чудское озеро. Миниатюра из русской летописи

Сражение произошло утром 5 апреля 1242 года. С одной стороны в нём участвовали новгородцы, дружина князя Александра Ярославича, отряд суздальцев под началом князя Андрея Ярославича, брата Александра, а также псковичи. С другой стороны — воины Ливонского ордена — орденские братья-рыцари и пешие воины — кнехты (предположительно, во главе с вице-магистром Ордена Андреасом фон Вельвеном), воины дерптского епископа Германа Буксгевдена (включая ополчение из эстов), а также датские рыцари. Вопреки обычной практике, на флангах Александр расположил 2/3 своих сил и только 1/3 в центре.
Ливонцы атаковали, выстроившись «клином» (в русских источниках — «свиньёй»), и опрокинули авангард войска Александра Ярославича, прорвав русский строй в центре:
И наѣхаша на полкъ Нѣмци и Чюдь и прошибошася свиньею сквозѣ полкъ…
Момент начала сражения «Старшая Ливонская рифмованная хроника» описывает так:
Русские имели много стрелков,
 которые мужественно приняли первый натиск,
 [находясь] перед дружиной князя.

Далее: 
Видно было, как отряд братьев-рыцарей
 одолел стрелков;
 там был слышен звон мечей,
 и видно было, как рассекались шлемы,
 С обеих сторон убитые
 падали на траву.
Таким образом, известия «Хроники» о боевом порядке войска Александра Ярославича в целом сочетаются с сообщениями русских летописей о выделении отдельного отряда лучников перед центром главных сил.

Затем воины Ливонского ордена были окружены русскими с флангов и разгромлены, а отряды дерптского епископа отступили во избежание той же участи: 
Те, которые находились в войске братьев-рыцарей,
 были окружены…
 Братья-рыцари достаточно упорно сопротивлялись,
 но их там одолели.
 Часть дерптцев вышла
 из боя, это было их спасением,
 они вынужденно отступили.
Русские преследовали бегущих к западному берегу озера на протяжении 7 вёрст. Некоторые ливонцы, попав на тонкий лёд («сиговицу»), проваливались и тонули.
В Новгородской первой летописи сообщается о гибели 400 (или даже 500) и пленении 50 немцев, а также о гибели бесчисленного количества чуди (эстов): «и паде Чюди бещисла, а Нѣмець 400, а 50 руками яша и приведоша в Новъгородъ» (в более позднем варианте — «и паде Чюди бещисла, а Нѣмець 500, а 50 руками яша и приведоша в Новъгородъ»).
В свою очередь, «Старшая Ливонская рифмованная хроника» говорит о том, что в битве на каждого немца приходилось 60 русских (что признаётся явным преувеличением), и о потере в сражении 20 орденских рыцарей убитыми и 6 — пленными. «Хроника Тевтонского ордена», также именуемая как «Младшая хроника гроссмейстеров» («Die jüngere Hochmeisterchronik»), официозная история Тевтонского ордена, составленная во второй половине XV века, сообщает о гибели 70 орденских рыцарей (буквально «70 орденских господ», «seuentich Ordens Herenn»), но объединяет погибших при взятии Александром Пскова и на Чудском озере.
Ю. К. Бегунов, И. Э. Клейненберг и И. П. Шаскольский в своей коллективной работе «Письменные источники о Ледовом побоище» предположили, что «„Рифмованная хроника“ называет нам лишь число убитых и пленённых рыцарей, действительных членов Тевтонского ордена, в то время как летописи приводят число всех убитых и взятых в плен „нарочитых“ немцев, участников боя. Количество же убитых воинов из отрядов подвластных немцам чуди-эстов никто не считал, им, по выражению летописи, „несть числа“» (похожую мысль высказал и историк В. А. Кучкин).
В том же 1242 году ливонцы прислали послов «с поклоном» в Новгород. Сам князь Александр Ярославич в это время отсутствовал в городе, вероятно, замещая во Владимире своего вызванного в Орду отца Ярослава. В итоге Ливонский орден заключил с новгородскими властями мирный договор, отказавшись от всех завоеваний в Новгородской земле, которые ему удалось сделать в 1240—1241 годах. Был проведён обмен пленными, возвращены взятые в Пскове заложники. Только через 11 лет ливонцы вновь попытались захватить Псков.
В новгородских церквах сражение на Чудском озере вместе с победой над шведами на Неве вспоминалось на ектениях вплоть до XVI века.

## Письменные источники о Ледовом побоище
Сведения о битве на Чудском озере сохранились в русских и немецких старинных источниках. В частности, почти современными этому событию являются записи о нём в Новгородской первой летописи старшего извода. Описание Ледового побоища содержится также в Житии Александра Невского (составлено в 1280-х годах) и «Старшей Ливонской рифмованной хронике» (конец XIII века). К данным источникам в основном восходят более поздние упоминания сражения в русских летописях и ливонских хрониках.
Важнейшим немецким источником, содержащим описание хода битвы, является «Старшая Ливонская рифмованная хроника». При этом исследователи отмечают, что к известиям «Хроники» следует относится с определённой осторожностью. Ведь она создана как стихотворное произведение с характерным для этого жанра поэтическим языком. В ней присутствуют шаблонные эпитеты и сравнения, трафаретные описания.
В «Старшей Ливонской рифмованной хронике» Ледовое побоище однозначно описано как поражение немцев, в отличие, например, от Раковорской битвы 1268 года.

## Масштаб и значение битвы

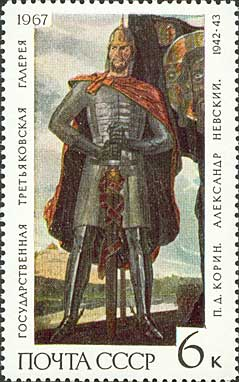
Марка с фрагментом триптиха Павла Корина «Александр Невский» (СССР, 1967 год)

Согласно дореволюционной российской историографии, Ледовое побоище, наряду с победами князя Александра Ярославича над шведами (15 июля 1240 года на Неве) и литовцами (в 1245 году под Торопцом, у озера Жизца и близ Усвята), имело большое значение для Новгорода и Пскова, задержав напор трёх серьёзных врагов с запада (Ливонский орден, шведов и литовцев) в то самое время, когда Русь была сильно ослаблена монгольским нашествием.
В советской историографии Ледовое побоище считалось одной из крупнейших битв за всю историю немецко-рыцарской агрессии в Прибалтике, и численность войск в сражении на Чудском озере оценивалась в 10—12 тыс. человек у Ордена и 15—17 тыс. человек новгородцев и владимирцев («низовцев») (последние цифры соответствует оценке Генрихом Латвийским численности русских войск при описании их походов в Прибалтику в 1210—1220-х годах), то есть примерно на том же уровне, что и в Грюнвальдской битве (1410 г.) — до 11 тыс. человек у Ордена и около 16—17 тыс. человек в польско-литовском войске.
В современной историографии и публицистике существуют две основные концепции оценки роли Ледового побоища в российской истории: критическая, согласно которой историческая роль сражения на Чудском озере признаётся преувеличенной, и евразийская, которая придаёт этому событию важное значение в противостоянии православной Руси с католическим Западом.
Как правило, оценки численности войск и потерь Ордена в битве соответствуют той исторической роли, которую отводят конкретные исследователи данному сражению и фигуре Александра Невского в целом (подробнее см. Оценки деятельности Александра Невского). Вообще не упоминали битву в своих трудах В. О. Ключевский и М. Н. Покровский.
Игорь Данилевский и Клим Жуков считают, что в битве участвовало несколько сотен человек. Со стороны немцев это могли быть 35—40 орденских братьев-рыцарей, около 160 кнехтов (слуг рыцарей; в среднем по четыре слуги на одного рыцаря) и наёмники-эсты («чудь без числа»; отряд в 100—200 воинов). При этом по меркам XIII века такое войско являлось достаточно серьёзной силой (к примеру считается, что в период расцвета максимальная численность братьев-рыцарей Ордена меченосцев не превышала 100—120 человек). Предполагается, что русское войско значительно превосходило силы крестоносцев, однако максимальная общая численность новгородского городового полка, княжеской дружины Александра Ярославича, суздальского отряда его брата Андрея и присоединившихся к походу псковичей вряд ли была более 800 человек.
Российский историк Денис Хрусталёв допускает участие в сражении значительно бо́льших сил. Вместе с воинами Ливонского ордена, по его утверждению, в битве участвовали «войска Дерптского епископа, датчан и ополчение местных жителей» — то есть в совокупности несколько тысяч человек. Войско князя Александра Ярославича, по его словам, значительно превосходило их и составляло не менее десяти тысяч человек.
Английский исследователь истории Древней Руси Джон Феннел полагал, что значение Ледового побоища сильно преувеличено советскими историками: «Александр делал только то, что многочисленные защитники Новгорода и Пскова делали до него и что многие делали после него, — а именно устремлялись на защиту протяжённых и уязвимых границ от отрядов захватчиков». С этим мнением солидарен и российский историк И. Н. Данилевский. Он отмечает, в частности, что эта битва уступала по своим масштабам сражению при Сауле (1236 г.), в котором были убиты магистр Ордена меченосцев и 48 рыцарей, и Раковорской битве (1268 г.), где соединённые силы русских земель нанесли сокрушительное поражение немцам и датчанам. Древние русские летописи даже Невскую битву описывают более подробно и придают ей, по мнению Данилевского, большее значение.
Немецкие историки полагают, что ведя сражения на западных границах, Александр Невский не преследовал сколько-нибудь цельной политической программы, однако успехи на Западе давали некоторую морально-психологическую «компенсацию» за ужасы монгольского вторжения. Некоторые исследователи полагают преувеличенным и сам масштаб угрозы, которую тогда Запад представлял для Руси. С другой стороны, Л. Н. Гумилёв, напротив, считал, что угроза для русских земель из Прибалтики была весьма серьёзной, он называет победу Александра Невского на Чудском озере в 1242 году знаменитой и ставит её в один ряд с победой Даниила Галицкого под Ярославом в 1245 году.
Немецкий историк Диттмар Дальманн полагал, что Ледовое побоище сыграло свою роль в формировании «русского национального мифа», в котором Александру Невскому отводилась роль «защитника православия и земли Русской» перед лицом «западной угрозы». Победа в битве считалась оправданием политических шагов князя в 1250-е годы. Особенно актуализировался культ Невского в сталинскую эпоху, служа, по мнению Дальманна, своеобразным наглядным историческим примером для культа самого Сталина. Апофеозом «сталинского мифа» об Александре Ярославиче и Ледовом побоище стал фильм Сергея Эйзенштейна.
По мнению историка и археолога А. Н. Кирпичникова, несмотря на небольшие по количеству силы, участвовавшие в этом сражении, не стоит недооценивать его значение: «Ледовое побоище не отличалось ни большим количеством участников, ни ошеломляющими потерями, но по своим последствиям оказалось судьбоносным, ибо обозначило крушение захватнических планов Ливонского ордена на Руси в самый трагический момент её истории».

## Определение места сражения
Летописный текст указывает следующее место сражения Александра Невского с ливонским войском:

«на Чюдьскомь озерѣ, на Узмени, у Воронѣя камени».
— Новгородская первая летопись старшего извода
В настоящее время считается, что подобные ориентиры ведут к восточной части южной оконечности Чудского озера, к Тёплому озеру — перемычке между собственно Чудским и Псковским озёрами (это и есть так называемая «узмень» — узкое место водного пространства). Предполагается, что в водах «узмени» ранее находился достаточно высокий каменный утёс — Вороний камень.
Некоторые исследователи высказывали сомнения в возможности крупного сражения на льду, учитывая, что это было начало апреля, и лёд на озёрах и реках в указанный период должен уже таять. Однако по свидетельствам современников, зима 1241/42 годов оказалась необычайно суровой и холодной, даже река Дунай тогда промёрзла до устья. По мнению историка В. А. Кучкина, сведения русских источников о битве на Чудском озере весной 1242 года в данном случае стоит признать достоверными.
Изменчивость гидрографии Чудского озера усложняет задачу определения места, где произошло Ледовое побоище. В 1958—1959 годах на возможном месте битвы — участке Тёплого озера, находящемся примерно в 400 метрах к западу от современного берега мыса Сиговец, между северной его оконечностью и широтой деревни Остров — комплексной экспедицией Академии наук СССР под руководством Г. Н. Караева проводились подводные археологические исследования. Однако из-за трёхметрового слоя ила на предполагаемом месте сражения найти какие-либо артефакты XIII века не представилось возможным.
В 1958 году экспедицию генерала Г. Н. Караева посетил историк, академик М. Н. Тихомиров. Он критиковал подход генерала к исследованиям и позднее отмечал, что «газетные статьи тов. Караева, в которых доказывались совершенно недоказуемые вещи, да ещё в различных вариациях, фактически компрометировали саму идею поисков места Ледового побоища…» и далее: «Никаких серьёзных работ по установлению прежнего уровня Чудского озера не производилось, если не считать практических работ студентов с их нехитрыми приспособлениями…». Также историк Д. Н. Альшиц отметил, что Г. Н. Караев противоречит не только данным источников, но и самому себе.
Военный историк, полковник в отставке М. С. Ангарский также подверг критике работу экспедиции Г. Н. Караева, полагая, что вероятным местом битвы был район Тёплого озера у деревни Пнёво Псковской области (примерно такое же место сражения указал ещё в 1950 году академик М. Н. Тихомиров — у восточного берега Тёплого озера, юго-западнее деревни Чудская Рудница).

### Вороний камень
Согласно мнению Г. Н. Караева, основанному на результатах комплексной экспедиции Академии наук СССР конца 1950-х — начала 1960-х годов, Вороний камень изначально представлял собой высокий холм, сложенный в основном из красно-бурого песчаника. Первоначально он находился на острове Городец в восточной части Тёплого озера. Однако впоследствии, из-за повышения уровня воды в озере, от этого острова отделился другой остров — Вороний (по предположению Караева, Вороний камень возвышался у пролива Большие Ворота на северо-западном мысе Вороньего острова). Ко времени экспедиции АН СССР возможные остатки размытого водой Вороньего камня уже располагались на дне Тёплого озера к северо-западу от Вороньего острова, примерно в 150 метрах от его берега (на момент проведения исследований, сохранившееся основание предполагаемого холма занимало около 200 метров в длину, его ширина местами доходила до 180 метров). При этом Караев считал, что фактическое место Ледового побоища находилось на расстоянии около 1,5—2 км от Вороньего камня, южнее мыса Сиговец.
Альтернативную версию местонахождения Вороньего камня высказал советский историк Э. К. Паклар в своей статье «Где произошло Ледовое побоище?», опубликованной после смерти автора в журнале «Исторические записки» (том 37, 1951 г.). По его предположению, настоящий Вороний камень ранее являлся гранитной скалой в водах Тёплого озера, севернее острова Городец — между современными деревнями Подборовье и Кобылье Городище (размеры скалы или валуна, по разным оценкам, составляли примерно 6x9 или 5x7 метров). Однако в 1920-е годы эту скалу, как мешавшую судоходству, взорвали. Летом 2021 года в ходе экспедиции на Чудское озеро, организованной общественным фондом «Братский корпус Николая Чудотворца» при поддержке Российского военно-исторического общества, проводился поиск легендарного Вороньего камня исходя из предположения Паклара (остатки взорванной скалы были исследованы ещё в ходе экспедиции Г. Н. Караева, однако им не придали тогда большого значения). В итоге были обнаружены разбросанные на расстоянии до 130 метров каменные обломки (отдельные фрагменты разрушенного валуна подняли на поверхность).

## Память о битве

### День воинской славы
Федеральный закон от 13 марта 1995 года № 32-ФЗ «О днях воинской славы и памятных датах России» установил день воинской славы — 18 апреля — День победы русских воинов князя Александра Невского над немецкими рыцарями на Чудском озере (Ледовое побоище, 1242 год). При этом сражение фактически состоялось 5 апреля 1242 года по юлианскому календарю, и даты событий, произошедших до введения григорианского календаря 15 октября 1582 года, обычно не пересчитываются. Но даже при пересчёте дата 18 апреля является ошибочной, противоречащей правилам раздельного пересчёта дат с юлианского на ныне действующий григорианский календарь для каждого периода времени, и не соответствует общепринятой в научном мире хронологии.

### Фильмы
- В 1938 году кинорежиссёр Сергей Эйзенштейн снял художественный фильм «Александр Невский», в котором было экранизировано Ледовое побоище. Фильм считается одним из самых ярких представителей жанра исторического фильма. Именно он во многом сформировал у современного зрителя представление о битве.
- В 1992 году снят документальный фильм «В память о прошлом и во имя будущего», который рассказывает о создании памятного знака Александру Невскому к 750-летию Ледового побоища.

### Музыка
- Музыкальное сопровождение к фильму Эйзенштейна, написанное композитором Сергеем Прокофьевым, позже было оформлено автором в одноимённую кантату для самостоятельного исполнения.
- Песня «Баллада о древнерусском воине» из альбома «Герой асфальта» группы «Ария» (одна из самых известных композиций в творчестве группы) рассказывает о Ледовом побоище[61].
- События на Чудском озере освещаются (в шуточном стиле) в песне Игоря Растеряева «Озеро чуди» (2017)[62].

### Памятники

#### Памятник Александру Невскому на горе Соколиха
В 1993 году на горе Соколиха под Псковом открыт памятник князю Александру Невскому и его дружине (скульптор И. И. Козловский, архитектор П. С. Бутенко). Изначально этот монумент планировалось установить на острове Сиговец на Чудском озере, недалеко от Вороньего острова, то есть в непосредственной близости от предполагаемого места сражения.

#### Памятный знак Александру Невскому и Поклонный крест в деревне Кобылье Городище
В 1992 году на территории деревни Кобылье Городище Гдовского района Псковской области, находящейся рядом с Чудским озером, у церкви Архангела Михаила был открыт бронзовый бюст князя Александра Невского работы скульптора В. Г. Козенюка. Одновременно на въезде в Кобылье Городище установили деревянный поклонный крест в честь победы 1242 года (скульптор В. М. Рещиков; создан по образцу новгородского Алексиевского креста).
Деревянный крест постепенно разрушался под воздействием неблагоприятных погодных условий. В июле 2006 года к 600-летию первого упоминания села Кобылье Городище в Псковских летописях вместо него установлен бронзовый поклонный крест. Его отлили в Санкт-Петербурге на средства меценатов группы «Балтийские стали» (работу выполнили литейщики ЗАО «НТЦКТ» под руководством Д. В. Гочияева; архитекторы Б. Г. Костыгов и С. И. Крюков; автор проекта — А. А. Селезнёв).

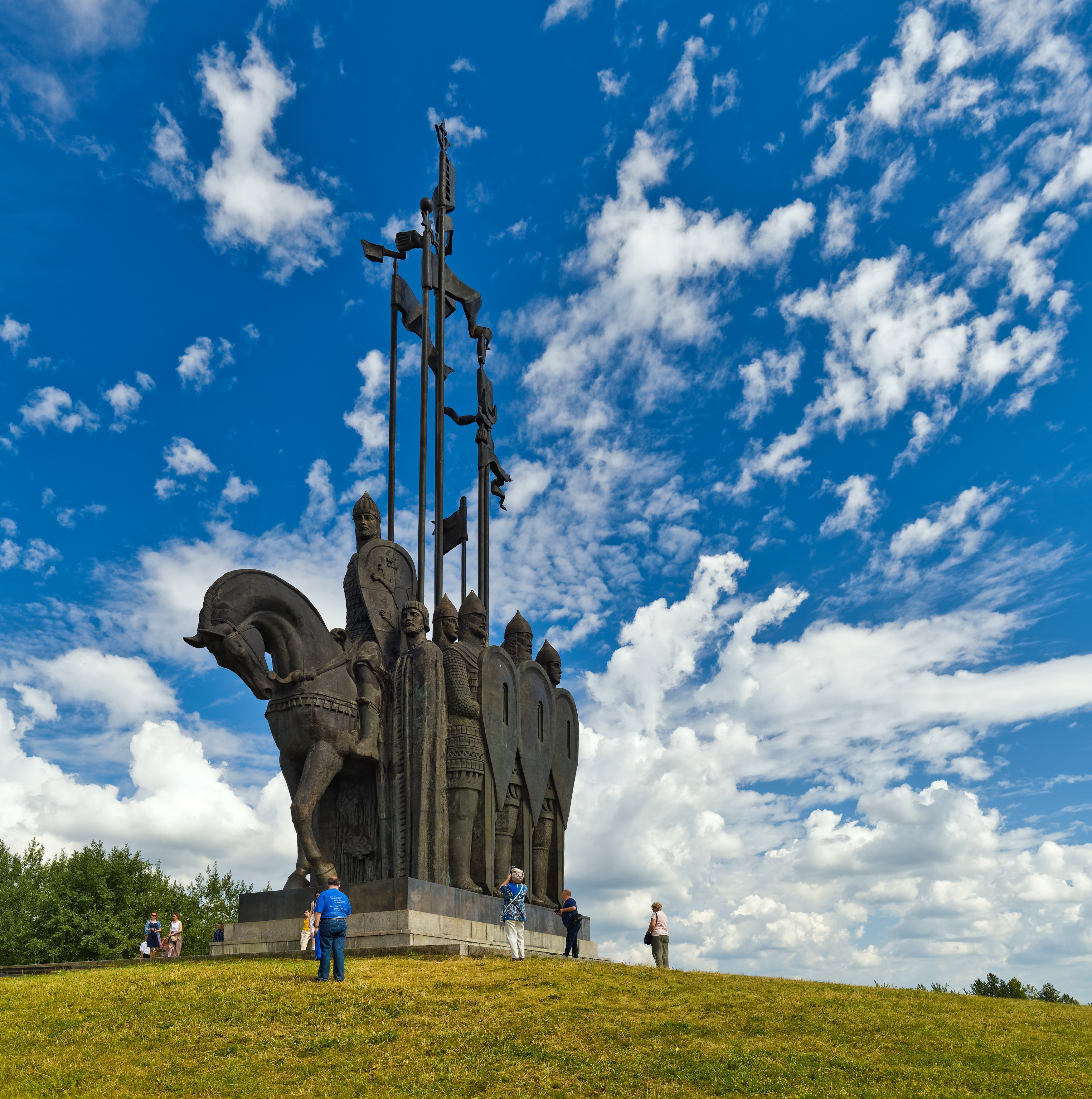
Памятник князю Александру Невскому и его дружине на горе Соколиха под Псковом
Поклонный крест дружинам Александра Невского на въезде в деревню Кобылье Городище
Памятный знак Александру Невскому в честь 750-летия битвы на Чудском озере
Памятный знак Александру Невскому в честь 750-летия битвы на Чудском озере (фрагмент)

#### Мемориальный комплекс «Князь Александр Невский с дружиной» близ Самолвы
В 2021 году в рамках празднования 800-летия со дня рождения Александра Невского на берегу Чудского озера около деревни Самолва Гдовского района Псковской области открыт мемориальный комплекс «Князь Александр Невский с дружиной» (архитекторы комплекса — Константин Фомин, Дмитрий Смирнов). 15-метровая бронзовая скульптура (её авторы — Виталий Шанов, Дарья Успенская), увековечивающая момент возвращения Александра Невского с дружиной из победного боя, весит более 40 тонн и установлена на шестиметровом насыпном кургане. На обратной стороне монумента — мозаичное панно (в центре его изображён Александр Невский, по сторонам от него — сцены Ледового побоища). Авторы эскиза панно — заслуженные художники России Дарья Шабалина и Михаил Леонтьев, руководитель мозаичной мастерской — Илья Красовский. В прибрежной зоне также устроен парк, в дальнейшем предполагается открытие музейного павильона, в котором будет размещена диорама «Ледовое побоище» и соответствующая экспозиция.

### Музей
22 апреля 2012 года к 770-летию Ледового побоища в деревне Самолва Гдовского района Псковской области открылся Музей истории экспедиции АН СССР по уточнению места Ледового побоища. В дальнейшем он стал основой для нового музея, получившего название «Музей Ледовое побоище. Самолва».

### В филателии и нумизматике

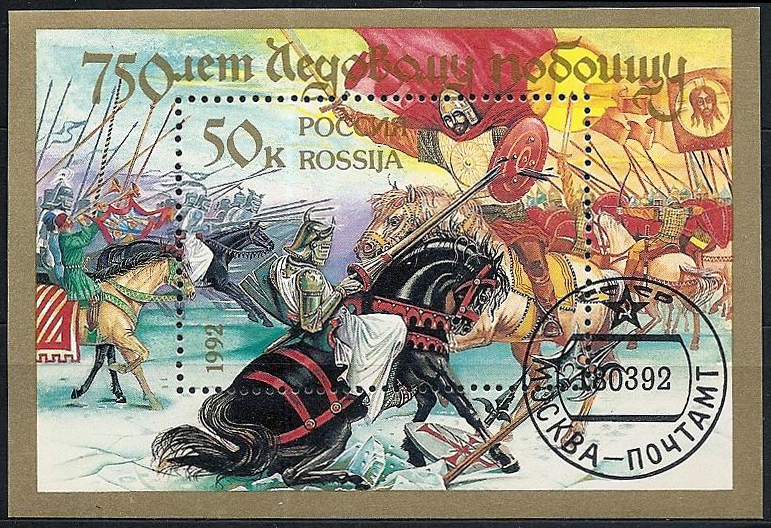
Почтовый блок (Россия, 1992 год)
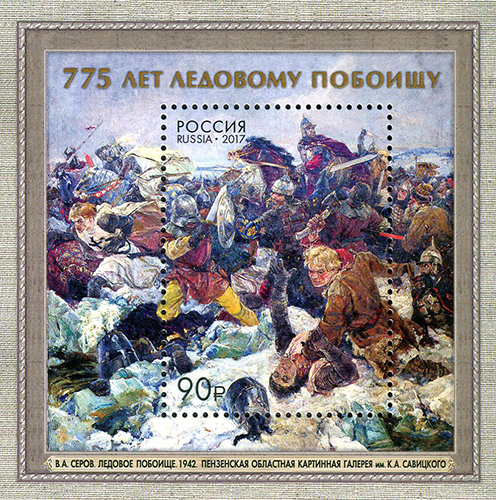
Почтовый блок с изображением картины В. А. Серова «Ледовое побоище» (Россия, 2017 год)
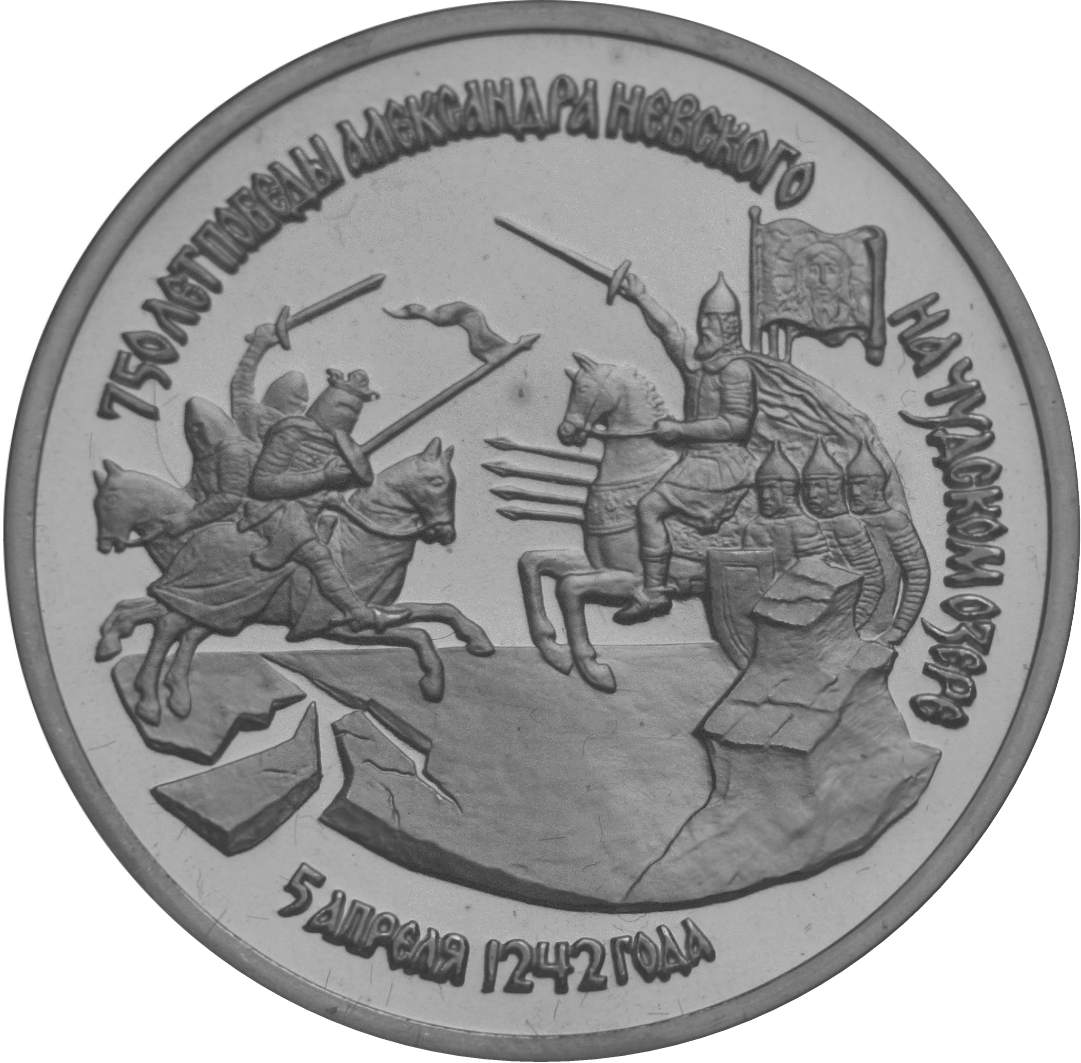
Памятная монета (реверс) «750-летие Победы Александра Невского на Чудском озере» (Россия, 1992 год)

## Комментарии
1. ↑  И. Э. Клейненберг предполагал, что фраза «падали на траву» — это идиоматическое выражение, по сути равнозначное высказыванию «пасть на поле брани», и применяется здесь без учёта времени года, в котором происходит описываемое событие. В свою очередь, Г. Н. Караев считал, что в тексте хроники идёт речь о зарослях камыша (на предполагаемом месте сражения в зимнее время на мелководье из-подо льда торчат заросли камыша).
Подробнее см.:
Бегунов Ю. К., Клейненберг И. Э., Шаскольский И. П. Письменные источники о Ледовом побоище // Ледовое побоище 1242 г.: Труды комплексной экспедиции по уточнению места Ледового побоища. — М.—Л.: Наука, 1966; 
Караев Г. Н. Ледовое побоище и его трактовка на основе работ экспедиции // Ледовое побоище 1242 г.: Труды комплексной экспедиции по уточнению места Ледового побоища. — М.—Л.: Наука, 1966; 
Матузова В. И., Назарова Е. Л. Крестоносцы и Русь. Конец XII в. — 1270 г.: Тексты, перевод, комментарии. — М.: Индрик, 2002.
2. ↑  В отличие от сражения при Омовже (Эмбахе) в 1234 году, когда в Новгородской летописи прямо говорится о гибели части немцев, провалившихся под лёд реки («и яко быша на рѣцѣ на Омовыже Нѣмци, и ту обломишася, и истопе ихъ много»), близкие ко времени битвы источники не сообщают о том, что немцы проваливались под лёд Чудского озера. По мнению Дональда Островски, эта информация проникла в поздние источники из описания битвы 1016 года между Ярославом Мудрым и Святополком в «Повести временных лет». 
(см. Donald Ostrowski. Alexander Nevskii’s «Battle on the Ice»: The Creation of a Legend (англ.) // Russian History / Histoire Russe. — 2006. — Vol. 33, no. 2/4. — P. 304—307). Архивировано 21 января 2015 года.
3. ↑  Точно такое же «соотношение сил» приводится автором «Хроники» и при описании Раковорской битвы 1268 года. Поэтому это скорее риторический оборот, указывающий на общее превосходство в численности русского войска над ливонским, чем отображение реального соотношения сил противоборствующих сторон. 
Подробнее см.: 
Бегунов Ю. К., Клейненберг И. Э., Шаскольский И. П. Письменные источники о Ледовом побоище // Ледовое побоище 1242 г.: Труды комплексной экспедиции по уточнению места Ледового побоища. — М.—Л.: Наука, 1966; 
Матузова В. И., Назарова Е. Л. Крестоносцы и Русь. Конец XII в. — 1270 г.: Тексты, перевод, комментарии. — М.: Индрик, 2002.
4. ↑  Полноправные члены Ливонского ордена назывались «братьями» (лат. fratres; братья-рыцари). Именно они составляли правящую элиту Ордена и образовывали ядро тяжёлой рыцарской кавалерии. Членами ордена, помимо орденских братьев-рыцарей, были также братья-священники, которые занимались организацией богослужений и вели канцелярскую работу, и братья-сержанты, нёсшие службу в качестве слуг и гарнизонных солдат (кнехтов). Братья-рыцари и братья-священники носили белые плащи с чёрным крестом, а братья-сержанты — серые плащи.
Подробнее см.: 
• статья «Ливонский орден» в электронной версии Большой российской энциклопедии (old.bigenc.ru); 
• статья «Ливонский орден» в электронной версии Православной энциклопедии (pravenc.ru); 
• Бегунов Ю. К., Клейненберг И. Э., Шаскольский И. П. Письменные источники о Ледовом побоище // Ледовое побоище 1242 г.: Труды комплексной экспедиции по уточнению места Ледового побоища. — М.—Л.: Наука, 1966. — С. 228; 
• Ливонский орден // Рига: Энциклопедия. — Изд. 1-е — Рига: Главная редакция энциклопедий, 1989. — С. 428.
5. ↑  Каменная церковь Архангела Михаила была построена псковскими мастерами в 1462 году. В летописях с этой церковью связано последнее упоминание легендарного «Вороньего камня» (Псковская летопись, запись 1463 г.).